# Liščí hora (Erzgebirge)
Liščí hora (deutsch Schattenberg) ist ein bewaldeter Berg südwestlich von Jugel und nordöstlich von Hirschenstand (Jelení) im böhmischen Teil des Erzgebirges, der 950 m hoch ist. Östlich des Berges liegt der 980 m hohe Scheffelsberg und nördlich der 973 m hohe Buchschachtelberg. Gemeinsam mit diesen Bergen bildet der Schattenberg hier den Kamm des Erzgebirges.
Unmittelbar am Schattenberg führt ein Wanderweg, der im Winter als Skiloipe benutzt wird, vorbei.